# Теракты на юге Израиля (2011)
Теракты на юге Израиля — серия скоординированных террористических актов, произошедших на юге Израиля в четверг 18 августа 2011 года. Террористы обстреляли ряд гражданских транспортных средств, неподалёку от границы с Египтом.

## Атаки

### Первая атака
Первая атака произошла около 12:00 (GMT+2), когда трое боевиков открыли огонь по израильскому автобусу № 392 компании Эгед, направлявшемуся из Беэр-Шевы в Эйлат. Нападение произошло вблизи КПП Нетафим на шоссе номер 12. По словам очевидцев, за автобусом следовал белый автомобиль, из которого вышла группа людей, одетых в форму солдат ЦАХАЛа, и открыла по автобусу огонь. По другим данным, камуфляж нападавших был похож на египетскую форму.
Водитель автобуса — шестидесятилетний Бенни Белевский, несмотря на то, что по автобусу шёл огонь, продолжил движение, увеличив скорость, предотвратив тем самым большее количество жертв.

### Вторая атака
Примерно в 12:30 сработали несколько заложенных у дороги взрывных устройств. Это произошло в районе египетской границы в тот момент, когда патрульный джип[уточнить] ЦАХАЛа ехал к месту, где ранее произошёл обстрел автобуса. Никто не пострадал.

### Третья атака
Примерно в 13:00 в том же районе боевики, спрятавшись у обочины дороги, обстреляли другой израильский автобус и легковой автомобиль. Обстрел вёлся из РПГ и лёгкого оружия. Источник 10-го канала ИТВ сообщает, что пять человек были убиты а ещё пять находились в критическом состоянии. Спасатели не могли быстро проехать к месту происшествия из-за того, что вокруг этого региона продолжалась перестрелки между боевиками и силами ЦАХАЛа. Под обстрел попал и легковой автомобиль. Пострадали находившиеся внутри двое детей. Родители самостоятельно доставили их в больницу «Йосефталь» в Эйлате.

## Результаты предварительного расследования
Командующий Южным военным округом Таль Руссо сообщил:

Проникают три террориста, на всех пояса с взрывчаткой, у всех оружие, гранаты, мины. Они рассеялись на линии протяжённостью триста метров и открыли огонь по первому же автобусу, который проезжал по дороге, а после этого по легковому автомобилю, а потом ещё по одному автобусу. Причём автобус загорелся, к нему подошёл смертник и задействовал свой пояс, и параллельно третий боевик, находившийся на расстоянии в триста метров от места происшествия, открыл огонь по прибывающим силам. Один террорист-смертник самоликвидировался, два других, находившихся за забором, за границей, были убиты. На этом по сути и закончилось происшествие, не считая того, что мы ещё находим мины, заложенные вдоль дороги.

По сообщению египетской газеты «Аль-Масри аль-Йом», среди 12 членов террористической группы совершившей атаку на израильтян в районе Эйлата было трое египетских граждан. Расследование было проведено журналистами совместно с силами безопасности Египта.

## Реакция на теракты

### В Израиле
Премьер-министр Израиля Биньямин Нетаниягу, выступив вечером 18 августа по поводу серии терактов, заявил, что «отдавшие приказ убить израильских граждан, уже уничтожены».
Министр иностранных дел Израиля Авигдор Либерман возложил ответственность за теракт на руководство ПНА.
Бывший глава ШАБАКа Ави Дихтер в статье в газете «The Washington Times» написал, что «Мир должен осудить все причастные к делу стороны: ХАМАС — за террор в отношении безвинных мирных граждан, Аббаса и Файяда — за последующее молчание, а Египет — за безответственную утрату контроля над Синайским полуостровом». Особо он критикует руководство ПНА, решившее «откровенно проигнорировать убийство безвинных израильтян» и спрашивает «Если ПА под руководством Аббаса неспособна подавить смертоносные атаки террористов с территории сектора Газа, как она может ожидать, что сможет руководить новым государством?». При этом, через день после теракта Аббас обратился к ООН с призывом созвать Совет безопасности «для прекращения агрессии против Газы»

### Международная реакция
Глава МИД РФ Сергей Лавров выразил соболезнования в связи с терактами, повлекшими человеческие жертвы. Он «решительно осудил эту экстремистскую вылазку» и подтвердил «незыблемость позиции России: ни террор, ни тех, кто использует его в качестве средства достижения своих целей, нельзя оправдать».
19 августа теракты на юге Израиля публично осудил и официальный Минск. «Белорусская сторона решительно осуждает совершенные на юге Израиля террористические акты. Выражаем соболезнования семьям погибшим.
В этих условиях считаем важным наращивание международного взаимодействия в области борьбы с терроризмом», — заявил пресс-секретарь МИД Беларуси Андрей Савиных.
Министр иностранных дел Франции Ален Жюппе резко осудил теракты в Израиле:

Ничто не может оправдать террористические действия и нанесение ущерба гражданскому населению Израиля в период, когда все усилия должны быть направлены на достижение прочного мира в регионе.

Генсек ООН Пан Ги Мун выразил обеспокоенность ввиду «эскалации насилия». Так он называет террористическое нападение на гражданское население Израиля, в ходе которого погибли 8 человек.
По утверждению заместителя пресс-секретаря генсека, ООН Пан Ги Мун осуждает скоординированные атаки на юге Израиля.
Представитель США подал в Совет Безопасности ООН резолюцию осуждающую теракты на юге Израиля. Однако Ливан, являющийся членом Совета Безопасности, отказался поддержать осуждение. Поскольку для принятия осуждающей резолюции требуется подпись всех 15-ти стран-членов Совбеза, резолюция принята не была. Другими словами, ООН вообще не осудила террористическую атаку. В связи с отказом СБ осудить террор, посол Израиля в Организации Объединённых Наций Рон Прозор заявил:

Мы имеем дело с вопиющими терактами, направленными против мирных граждан Израиля. Генеральный секретарь ООН их осудил, американцы осудили, Европейский Союз осудил, но суть в том, что Совет Безопасности вновь показал свою несостоятельность. Каждый раз, когда вопрос касается Израиля, мы слышим оглушительную тишину. Он (Совбез) становится слепым и глухим.

20 августа «ближневосточный квартет» (ООН, Россия, Соединённые Штаты и Евросоюз) осудил нападения на юге Израиля. «Квартет» назвал «эти трусливые акты преднамеренным терроризмом» и выразил надежду на то, что «те, кто участвует в планировании и проведении этих ужасных атак, будут вскоре привлечены к ответственности».
Организация Хезболла опубликовала официальное заявление, за подписью своего лидера Генерального секретаря Саида Хасана Насраллы, в котором приветствовала совершённую террористами атаку на Израиль.
Газета Аль-Ахрам официальный рупор правительства Египта редакционная статья от 22 августа 2011 года:

Тот, кто считает, что за событиями вокруг Эйлата не стоит Израиль, глубоко заблуждается. Террористические атаки были организованы Израилем и его разведывательным аппаратом, глубоко проникшим в террористические организации. Лидерам в Тель-Авиве пора осознать всю глубину ненависти египетского народа к режиму Мубарака и заключенным им соглашениям, и то, что, начиная с этого момента, руководство страны выражает взгляды народа. Египетский народ никогда не принимал мира с Израилем. Народ больше не позволит затаскивать себя в глупые сделки, дающие Израилю предлог атаковать Египет. Израиль, своими собственными руками, открыл врата ада. Это будет не военный ад, это будет ад другого сорта. Мы, прежде всего, мощно поддержим палестинский народ. Мы заставим все арабские правительства уничтожить любые признаки «нормализации», любые остатки патетического фарса под названием «мирный процесс», мы заставим все начать с начала.